# Норильская
Нори́льская (Нори́лка, в верховье Та́лая) — река на севере Красноярского края России, протекает в Таймырском Долгано-Ненецком районе и городском округе город Норильск.

## Гидрография
Длина реки — 57 км. Средний расход воды — 450 м³/с, площадь бассейна — около 20 тыс. км². Протекает по Северо-Сибирской низменности. Среднегодовой расход воды в устье составляет 460 м³/с.. Вытекает из озера Мелкого, впадает в озеро Пясино с образованием дельты. Геоморфологически Норильская может считаться верхним течением реки Пясины.
В 7 км на северо-восток от города Норильск на реке расположен посёлок Валёк, который входит в муниципальное объединение города.
Основные притоки — Рыбная, Валёк, Талнах. Летом река судоходна. Используется для водоснабжения, туризма, рыболовства и водных перевозок.
Высота истока — 44 м над уровнем моря. Высота устья — 28 м над уровнем моря.

### Водный режим
Бассейн реки Норилка расположен выше Северного полярного круга, в климатической зоне тундр и лесотундр, распространённой вечной мерзлоты. Питание реки смешанное — снеговое и дождевое. Половодье с июня по август. Замерзает в конце сентября, вскрывается в середине июня.
Гидрологический режим реки определяется крайне северным расположением бассейна реки с коротким летним периодом положительных температур; равнинным характером реки с небольшим падением русла; большим количеством осадков в течение года и наличием больших озёр в пределах водосбора. Озёра Мелкое, Лама, Кета, Глубокое, Собачье, Накомякен и многочисленные небольшие озёра в тундре играют регулирующую роль в водном режиме реки, сглаживая паводки.
| Средний расход воды (м³/с) реки Норильская по месяцам с 1938 по 1999 гг. (замеры производились на гидрологическом посту «Валёк», в 21 км от устья) |

## Экономическое значение

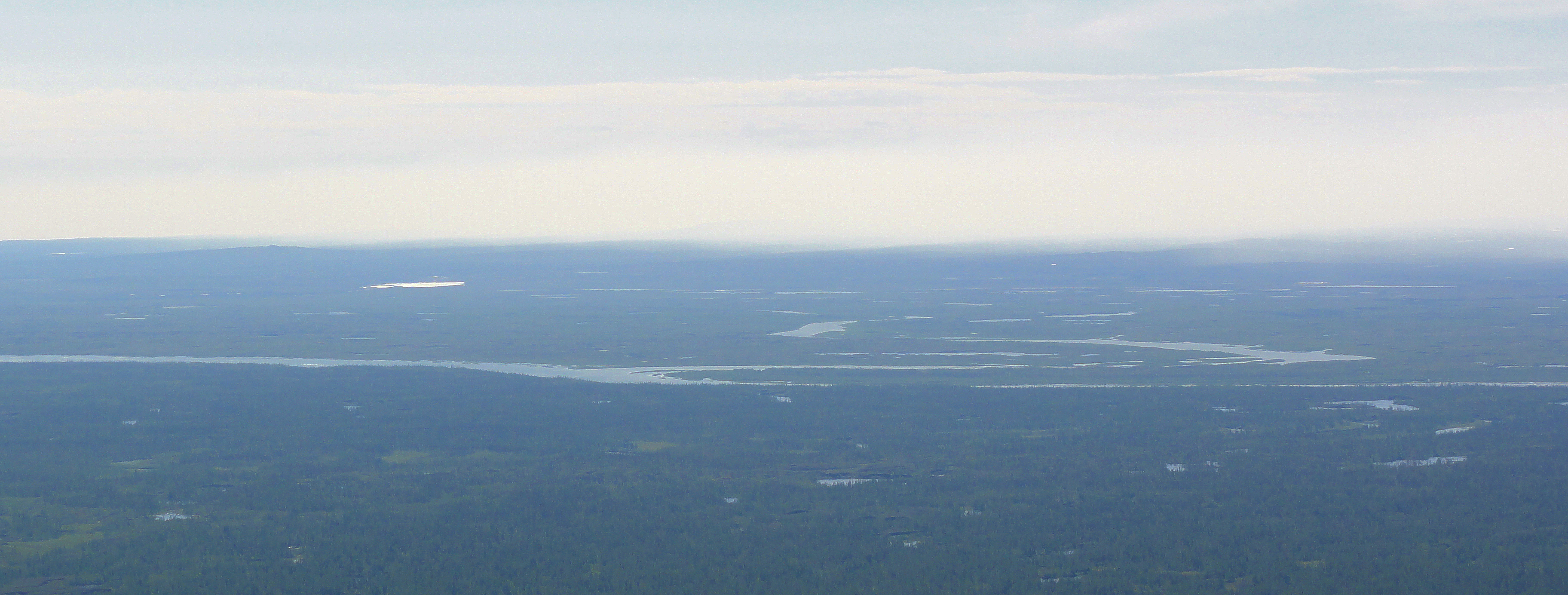
Впадение Рыбной (извилистая река в верхней части снимка) в Норилку

На реке располагается посёлок Валёк, здания бывшего профилактория, аэропорт местных авиалиний Валёк и совмещённый железнодорожно-автомобильный мост, который соединяет Норильск и Талнах. Мост через Норилку отмечен в сборнике ЮНЕСКО «Мостостроение мира» как «самый северный в мире из больших мостов за 69-й параллелью». До постройки моста транспортное сообщение между Норильском и Талнахом осуществлялось: летом — посредством паромной переправы и понтонного моста, зимой — посредством ледовой переправы.
В реке обитают арктические виды рыб и она активно используется в целях рыболовства. В летний период с конца июня по сентябрь Норильская судоходна, используется в рекреационных целях и в целях водного туризма к озёрам Пясино, Мелкое и к большим озёрам на плато Путорана — Лама, Глубокое, Собачье, Накомякен и Кета.
Близость к Норильскому комбинату приводит к экологическому загрязнению вод реки.